# SAD Majadahonda
S.A.D. Majadahonda es el nombre del equipo de hockey sobre hielo de la ciudad de Majadahonda, perteneciente a la Comunidad de Madrid. SAD Majadahonda, donde SAD es el acrónimo de Sección de Acción Deportiva, es el único club de hockey sobre hielo español que participa en todas las categorías de este deporte, entre ellas la Primera División (Liga Loterías y Liga Iberdrola), todas ellas organizadas por la Real Federación Española de Deportes de Hielo.
En categoría masculina S.A.D. Majadahonda ha ganado 1 liga (1997-98) y en femenina 8 ligas y 11 copas.

## Breve historia
SAD Majadahonda fue fundado en el año 1996 a raíz de la construcción de la Pista de Hielo La Nevera, en el Polígono El Carralero de Majadahonda. La base del equipo la formaron algunos jugadores del equipo Club Hielo Boadilla y diversos jugadores extranjeros, dirigidos por el actual seleccionador nacional Luciano Basile. Entre los jugadores se encontraba Luis Alfonso de Borbón, pretendiente legitimista al trono de Francia y cuyo padre falleció esquiando.
El primer año de competición en la liga española (temporada 1996-97), el equipo masculino de Majadahonda quedó en tercera posición, siendo el ganador el F.C. Barcelona.
En el segundo año, Majadahonda contrató a varios jugadores extranjeros. Entre ellos, a Kent Nilsson (conocido como "Mr. Magic"), exjugador de varios equipos de la NHL, como los Oilers, Winnipeg Jets, o Calgary Flames. Además de Nilsson, en el equipo jugaban otros cuatro jugadores suecos, dos canadienses, un finlandés y doce españoles. En la final ante Puigcerdá, Majadahonda consigue su primera y única liga. 
La Liga Nacional de Hockey Hielo Femenina fue creada en la temporada 2008-09, siendo Majadahonda el equipo que más ligas ha conseguido: 8 en total (2012-13, 2013-14, 2014-15, 2016-17, 2017-18, 2018-19, 2019-20, 2020-21). Además, Majadahonda Femenino ha conquistado 11 de las 16 ediciones de la Copa de S.M. la Reina.

## Recinto de juego

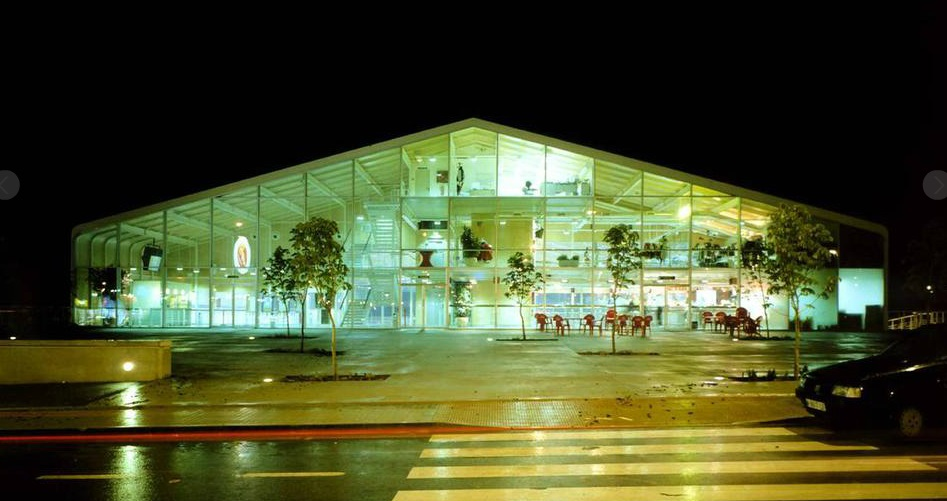

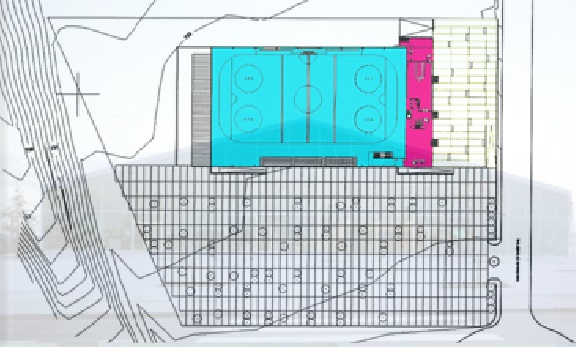

La historia del SAD Majadahonda está ligada a la Pista de Hielo La Nevera, donde juega todos sus partidos como local. Esta pista fue diseñada en el año 1996 por el estudio de arquitectura Sotomaroto Solid Arquitectura.
El paisajismo corrió a cargo de Beatriz Lombao y la construcción la hizo Skanska Hispania.
En palabras de los arquitectos:[cita requerida]

"Para resolver la sección, pensamos en la menor distancia posible de una gota de agua, discurriendo desde la cumbrera hasta el suelo, sin que, en ningún momento se cortara su recorrido y, una vez allí, se recogería sin producir apenas salpicaduras. El edificio toma al exterior, por lo tanto, un aspecto unitario, redondeado en sus aristas y completo, como una enorme nevera."

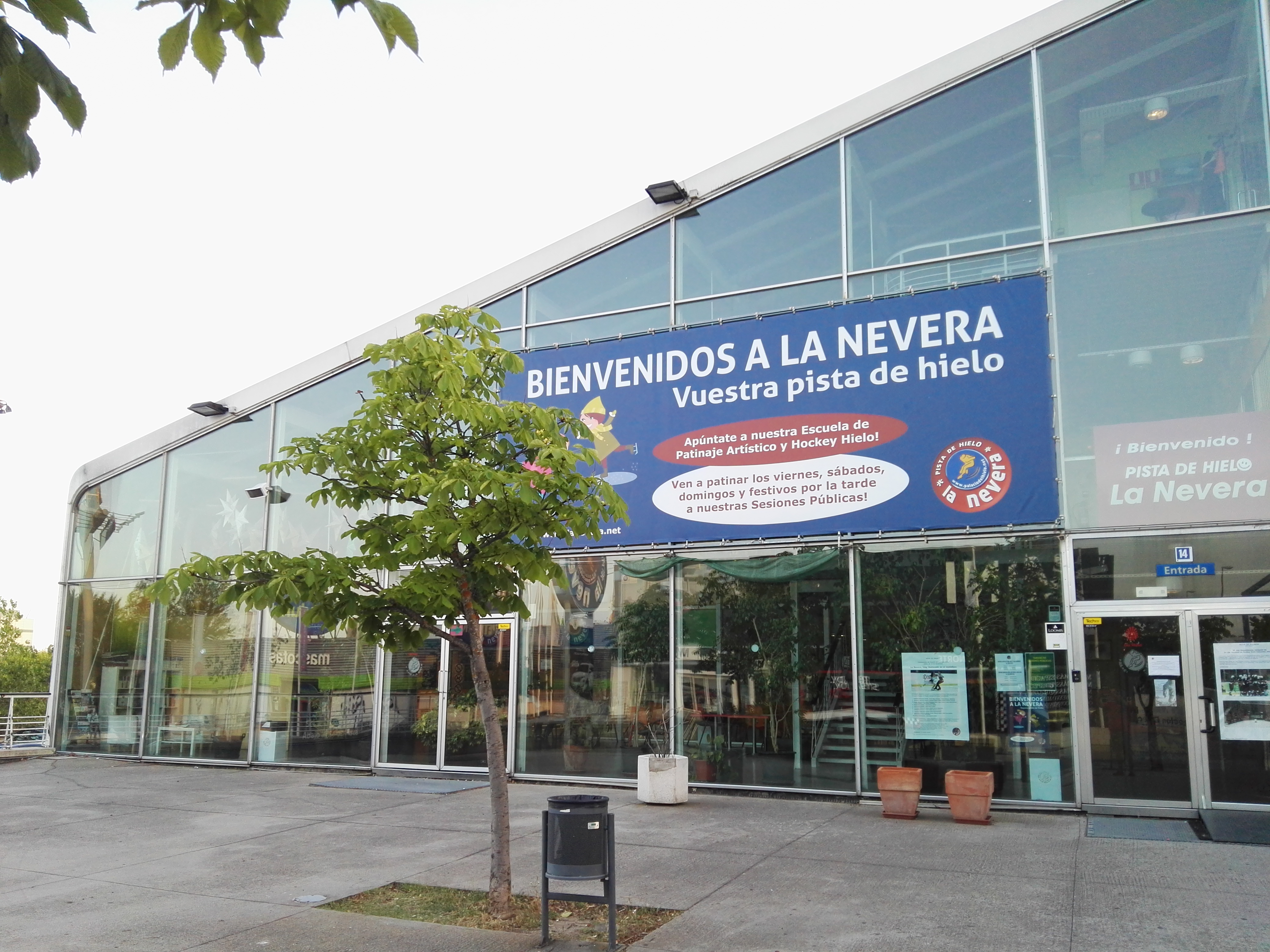

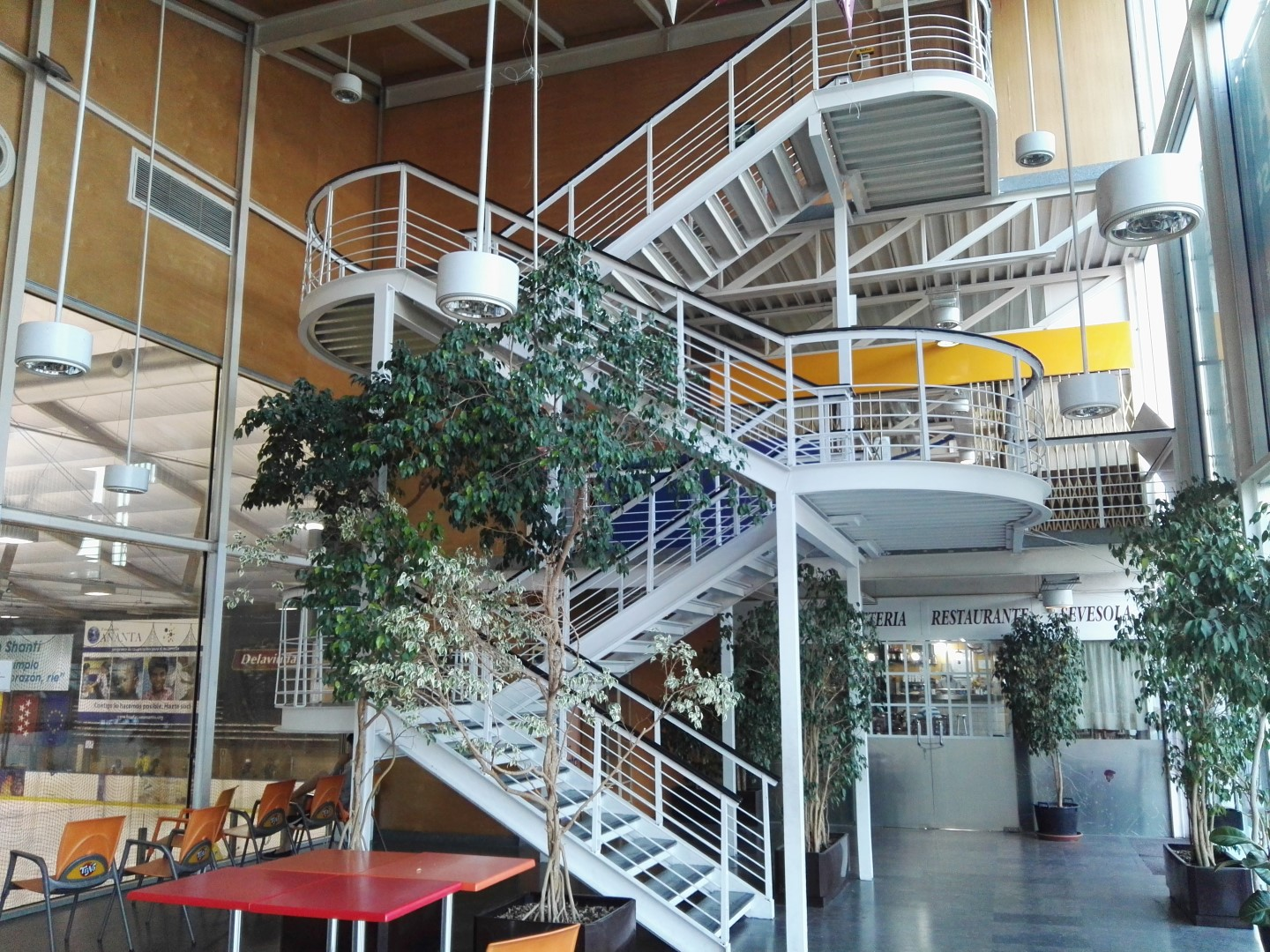

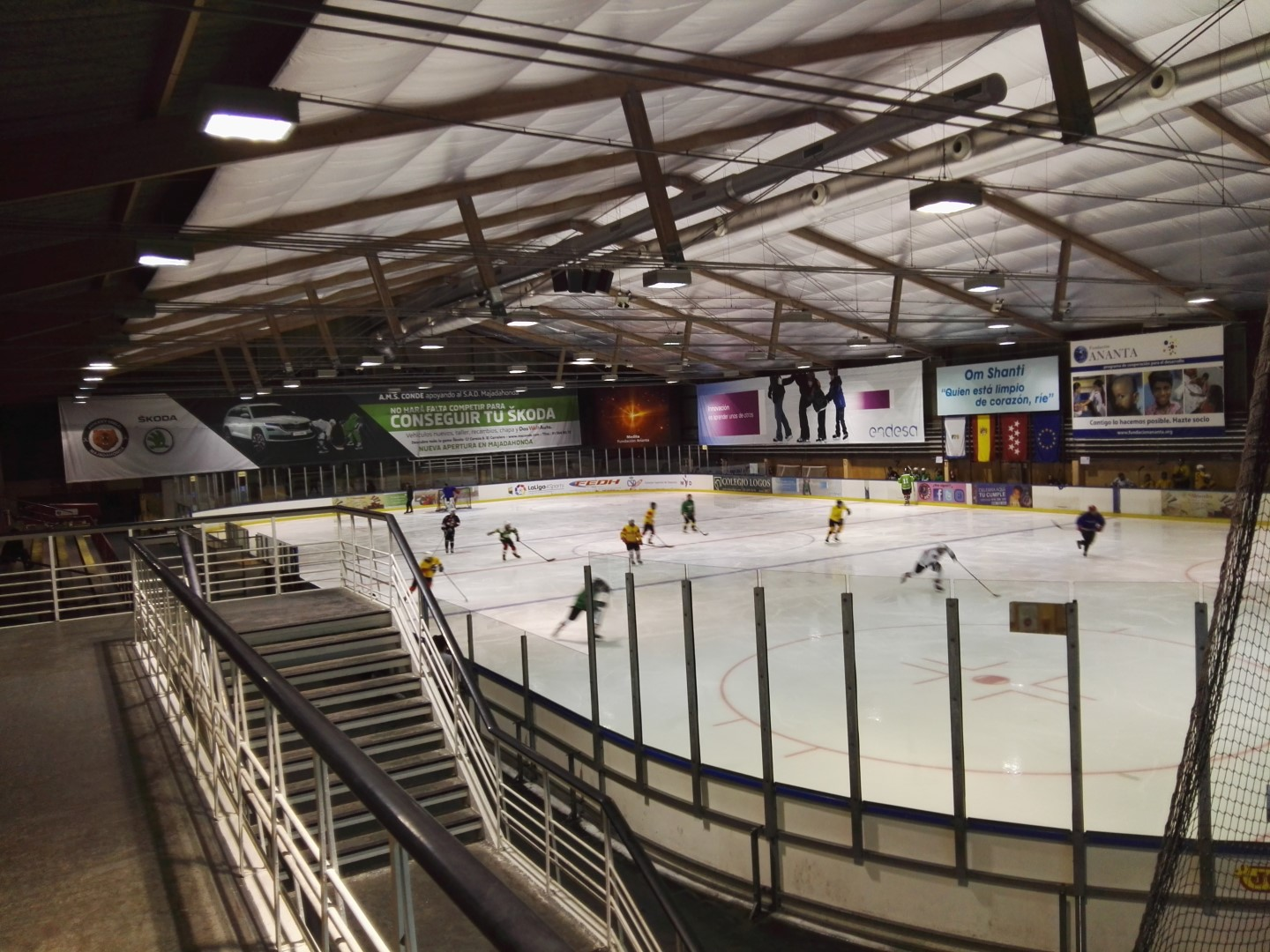

La Pista de Hielo "La Nevera" está formada por tres bloques diferenciados, todos ellos bajo la misma cubierta:
- Entrada y oficinas, con un frontal de cristal que da luminosidad a todo el interior. Destaca en su interior la escalera exenta, que comunica con los dos pisos superiores.
- Pista de hielo, con un interior de madera ignífugo, para minimizar el consumo eléctrico
- Sección técnica, donde se ubican los equipos de climatización y pulidora de hielo, conocida como "zamboni".

El proyecto de Sotomaroto obtuvo el segundo premio en la IV Bienal de Arquitectura Española.[cita requerida]

## Palmarés
Equipo Masculino
- 1 Liga Nacional de Hockey Hielo:  (1997-98)

Equipo Femenino
- 8 Liga Nacional de Hockey Hielo Femenina: (2012-13, 2013-14, 2014-15, 2016-17, 2017-18, 2018-19, 2019-20, 2020-21)
- 11 Copa de S.M. La Reina: (2008-09, 2009-10, 2011-12, 2012-13, 2013-14, 2014-15, 2016-17, 2017-18, 2018-19, 2019-20, 2020-21, 2022-23)
- 1 Czech Hockey Challenge Cup (2019)

## Cantera
El S.A.D. Majadahonda cuenta con un equipo afiliado, que ejerce las labores de cantera del club: el Club Básico La Nevera, que milita en las categorías Sub-11, Sub-13 y Sub-15, Sub-18 y Sub-20 mientras que el S.A.D. Majadahonda lo hace en Sénior Femenino y Sénior Masculino (ambas primera división).

## Clasificación en la Primera División
| Temporada | Masculino | Femenino |
| --------- | --------- | -------- |
| 2023-24   | -         | 2        |
| 2022-23   | 3         | 2        |
| 2021-22   | 4         | 2        |
| 2020-21   | 5         | 1        |
| 2019-20   | 5         | 1        |
| 2018-19   | 4         | 1        |
| 2017-18   | 4         | 1        |
| 2016-17   | 4         | 1        |
| 2015-16   | 4         | 2        |
| 2014-15   | 5         | 1        |
| 2013-14   | 6         | 1        |
| 2012-13   | 6         | 1        |
| 2011-12   | 6         | 2        |
| 2010-11   | 4         | 2        |
| 2009-10   | 5         | 2        |
| 2008-09   | 3         | 2        |
| 2007-08   | 6         | -        |
| 2006-07   | 6         | -        |
| 2005-06   | 7         | -        |
| 2004-05   | 7         | -        |
| 2003-04   | -         | -        |
| 2002-03   | -         | -        |
| 2001-02   | 5         | -        |
| 2000-01   | 6         | -        |
| 1999-00   | 4         | -        |
| 1998-99   | 5         | -        |
| 1997-98   | 1         | -        |
| 1996-97   | 4         | -        |